# Kisshōmaru Ueshiba
Kisshomaru Ueshiba (植芝 吉祥丸 Ueshiba Kisshōmaru, Ayabe, 27 de junio de 1921 - Tokio, 4 de enero de 1999) fue un aikidōka japonés, hijo del legendario Morihei Ueshiba, el fundador del Aikido, además fue quien representaba el cargo de Doshu (heredero de la tradición marcial dentro del aikido) hasta su fallecimiento.

## Biografía
Nació en Ayabe, prefectura de Kioto (Japón), estudió ciencias económicas en la Universidad de Waseda.
Fue el tercer hijo de Morihei Ueshiba (fundador del Aikido) y el único que sobrevivió, a la Segunda Guerra Mundial (1939-1945) y a diversas enfermedades. En 1942 se hizo cargo de la dirección del Kobukan Dojo. En 1967 lo nombraron presidente del Aikikai. El 14 de junio de 1970 fue nombrado Aiki Doshu, siguiendo con el legado de su padre. Gracias a él, el Aikido tuvo una gran expansión por Europa y América. Murió en 1999 a los 77 años, y fue sucedido por el nieto del fundador, su hijo Moriteru Ueshiba.
Su gran contribución al Aikido, fue el crear el primer currículo estándar para la difusión del arte mediante el sistema de grados Kyu- Dan dentro del Aikikai. Así como dar una perspectiva moderna al arte por medio de sus conferencias, seminarios y publicaciones. Asimismo era experto en el manejo de armas tradicionales o kobudo japonés, que incluía entre otras, el manejo del sable o katana, del bastón largo o bo, del bastón medio o jo, del bastón corto o tambo; entre muchas otras.
Ueshiba falleció alrededor de las 17:30 del 4 de enero de 1999 en un hospital de Tokio. La causa de la muerte fue una insuficiencia respiratoria.

## Premios y reconocimientos
Ueshiba recibió la Medalla de Honor con Cinta Azul del Gobierno japonés. En 1990, en reconocimiento a sus distinguidos servicios y contribuciones al intercambio cultural entre Francia y Japón, Ueshiba recibió la Medalla de Oro al Mérito Deportivo del Gobierno francés. Es la primera vez que un ciudadano japonés recibe esta medalla. En 1995, Ueshiba recibió el Premio de la Tercera Orden del Tesoro Sagrado del gobierno japonés.